# Meniscocephalus
Meniscocephalus is een geslacht van vliesvleugeligen uit de familie Encyrtidae. De wetenschappelijke naam van dit geslacht is voor het eerst geldig gepubliceerd in 1906 door Perkins.

## Soorten
Het geslacht Meniscocephalus omvat de volgende soorten:
- Meniscocephalus albisetosus (Noyes, 1980)
- Meniscocephalus costaricanus (Trjapitzin, 1982)
- Meniscocephalus exflores (Trjapitzin, 1982)
- Meniscocephalus eximius Perkins, 1906
- Meniscocephalus foveolatus Hayat, 2003
- Meniscocephalus notialis Hayat, 2003
- Meniscocephalus optabilis Hayat, 2003